# Municipio de South Seward
El municipio de South Seward (en inglés: South Seward Township) es un municipio ubicado en el condado de Stafford en el estado estadounidense de Kansas. En el año 2010 tenía una población de 46 habitantes y una densidad poblacional de 0,49 personas por km².

## Geografía
El municipio de South Seward se encuentra ubicado en las coordenadas 38°7′23″N 98°44′19″O / 38.12306, -98.73861. Según la Oficina del Censo de los Estados Unidos, el municipio tiene una superficie total de 93.17 km², de la cual 93,09 km² corresponden a tierra firme y (0,08 %) 0,08 km² es agua.

## Demografía
Según el censo de 2010, había 46 personas residiendo en el municipio de South Seward. La densidad de población era de 0,49 hab./km². De los 46 habitantes, el municipio de South Seward estaba compuesto por el 97,83 % blancos, el 2,17 % eran isleños del Pacífico. Del total de la población el 8,7 % eran hispanos o latinos de cualquier raza.